# Habsburg Szerbia
A Szerb Királyság ( szerbül : Краљевина Србија, Kraljevina Srbija; németül : Königreich Serbien, Latinul : Regnum Serviae) egy de facto koronatartomány a Habsburg Birodalmon belül 1718 és 1739 között, a Száva és a Duna folyótól délre a Morava völgyében, amelyet nagyjából a Belgrádi szandzsák török közigazgatási egységéből hozták létre.
Az osztrák seregek az 1716–1718-as osztrák-török háborúban foglalták el (pozsareváci béke) és az 1735–1739-es orosz–osztrák–török háborúban veszítették el (belgrádi béke).

## Története
A 17. században Szerbia még a török vilajetek (budai, ruméliai) fennhatósága alatt állt. Az 1688-1689-es nagy török háború (a török kiűzése Magyarországról) során a Habsburg csapatok ideiglenesen megszálltak balkáni területeket - ostromolták Belgrádot, feldúlták Szarajevót - de később visszavonulásra kényszerültek. A karlócai békeszerződés nem érintette a Balkán területét, és a Temesközt, Belgrádot is török kézen hagyva.
A karlócai békeszerződés nem volt elfogadható az Oszmán Birodalom számra, bosszút akartak állni az 1683-as Bécsi vereségért is.
A török nagyvezír Baltaji Mehmed serege legyőzte Nagy Péter orosz hadseregét Moldvában, az orosz-török háborúban (1710-1711). Ezt követően a hetedik török-velencei háborúban (1714-1718) az új nagyvezír, Damat Ali, újra meghódította Moreát a velenceiektől 1715-ben.
Ausztria megújította szövetségét Velencével, válaszul a törökök 1716-ban hadat üzentek Ausztriának, megkezdődött az 1716-1718-as osztrák-török háború, és Szerbia Belgráddal, Észak-Bosznia, Olténia Habsburg megszállás alá került.
A Habsburgok igyekeztek integrálni Szerbiát birodalmukba. A tartomány hivatalos neve viszont 'Szerb Királyság' volt, mivel hivatalosan (de jure) nem volt része más államnak: a Szent Római Birodalomnak, a Magyar Királyságnak, ahogy a bánság és a Olténia sem. A Habsburgok viszont magyar királyként, uralkodó címeik közt viselték már a 'Szerbország/Rácország királya' címet (ahogy a Ráma, Bosznia királya címet is), amiket sokszor jogalapként használták területszerző háborúik során. A tényleges hatalom kinevezett kormányzó kezében volt.
Az 1735–1739-es orosz–osztrák–török háborúban, (Belgrádi béke), a Habsburg Monarchia elvesztette minden területét a Szávától és Dunától délre. Így 1739-ben a Szerb királyság is megszűnt, területén helyreállt a belgrádi Szandzsák, a rumáliai vilajet részeként.

## Szerbia kormányzói
- Johann Joseph Anton O’Dwyer (1718-1720)
- Károly Sándor württembergi herceg (1720-1733)
- Karl Christoph von Schmettau (1733-1738)
- George Oliver de Wallis (1738-1739)

## A Habsburg Szerbia utóhatásai
Bár a Habsburg uralom rövid életű volt, megteremtette a politikai, közigazgatási és identitásbeli alapot a későbbi szerb autonómia- és önállósodási törekvések számára, így a 'királyság' később a szerb állam magterületévé vált. A szerbek számára már nem jelentett megfelelő keretet az oszmán adminisztráció, amelynek hatása lassan elvezetett az első- (1804-ben), majd a második szerb felkeléshez amely véget vetett a közvetlen oszmán uralomnak Szerbia központi területein.

## Népesség
1720-ban a Habsburg hatóságok kijelentették hogy Belgrád német és a római katolikus város. Minden nem német és nem-katolikus lakosnak el kell hagynia a város falait.
Bár a korszakban a kormányzóság lakosságszáma növekedett (270.000-ről 400.000 körülire), de a Habsburg-hatalom kivonulása a vesztes török elleni háború következményeként a térségből a második nagy szerb kivándorláshoz vezetett 1737-1739 folyamán.